# Vajont-dæmningen
Vajont-dæmningen, der blev færdigbygget i 1961, er en bue-spærredæmning der skulle opdæmme vandet i Vanjont-floden på nordsiden af Monte Toc knap 100 km nord for Venedig, i de Italienske-alper. Med sine 262 meter er den en af verdens højeste.
Dæmningen har ikke været i brug siden den 9. oktober 1963, hvor vandet bag dæmningen gjorde Monte Tocs nordskråninger ustabile og udløste et massivt bjergskred på 260 millioner m3 klippe, der styrtede ned i søen og fik vandet til at fosse ud over kanten af dæmningen, hvilket skabte en flodbølge i kløften nedenfor og den tilstødende Piave-dal. Katastrofen endte med at koste knap 2000 menneskeliv, især landsbyen Longarone, der ligger lige ud for foden af dæmningen, kun to kilometer væk, blev næsten udslettet og mange af dens indbyggere er aldrig fundet igen.
Dæmningen var så solidt bygget, at den kun fik mindre skrammer på toppen, og den står der stadig til minde om katastrofen, men uden den opdæmmede sø bagved. Selve skredet kan også tydeligt erkendes på den bare bjergside og ses endvidere tydeligt på luftfotos her halvtreds år efter, f.eks. på Google Earth.
Den 12. februar 2008, under igangsættelsen af det Internationale Jordens år, beskrev UNESCO, under overskriften Fem skræmmende fortællinger, Vajont-dæmnings katastrofen som:
...a classic example of the consequences of the failure of engineers and geologists to understand the nature of the problem that they were trying to deal with.
på dansk:
...et klassisk eksempel på konsekvenserne af ingeniører og geologers svigt i forståelsen af karakteren af det problem de forsøgte at få styr på.

## 50 året for katastrofen
2013 udgaven af cykelløbet Giro d'Italia ærede, den 15.-16. maj, ofrene for katastrofen, dels ved at løbets 11. etape havde afslutning i landsbyen Erto e Casso lige ovenfor dæmningen, og som dengang også blev hårdt ramt (347 dødsfald), og forladt i mere end tre år efter, dels ved at 12. etape startede i Longarone nedenfor dæmningen.